# Mierovo
Mierovo (slowakisch 1948–1960 „Sklenárovo“ – bis 1948 „Béke“; deutsch Krotendörfl, ungarisch Béke – bis zum 19. Jahrhundert Beke) ist eine Gemeinde im Südwesten der Slowakei mit 461 Einwohnern (Stand 31. Dezember 2024). Sie gehört zum Okres Dunajská Streda, einem Teil des Trnavský kraj.

## Geographie
Die Gemeinde befindet sich im westlichen Teil der Großen Schüttinsel, einem Teil des slowakischen Donautieflands. Das Ortszentrum liegt auf einer Höhe von 124 m n.m. und ist sieben Kilometer von Šamorín, 21 Kilometer von Dunajská Streda sowie 27 Kilometer von Bratislava entfernt.
Nachbargemeinden sind Hubice im Norden, Oľdza im Nordosten, Lehnice im Osten, Veľká Paka im Südosten und Süden, Kvetoslavov im Südwesten, Hviezdoslavov im Westen und Štvrtok na Ostrove im Nordwesten.

## Geschichte

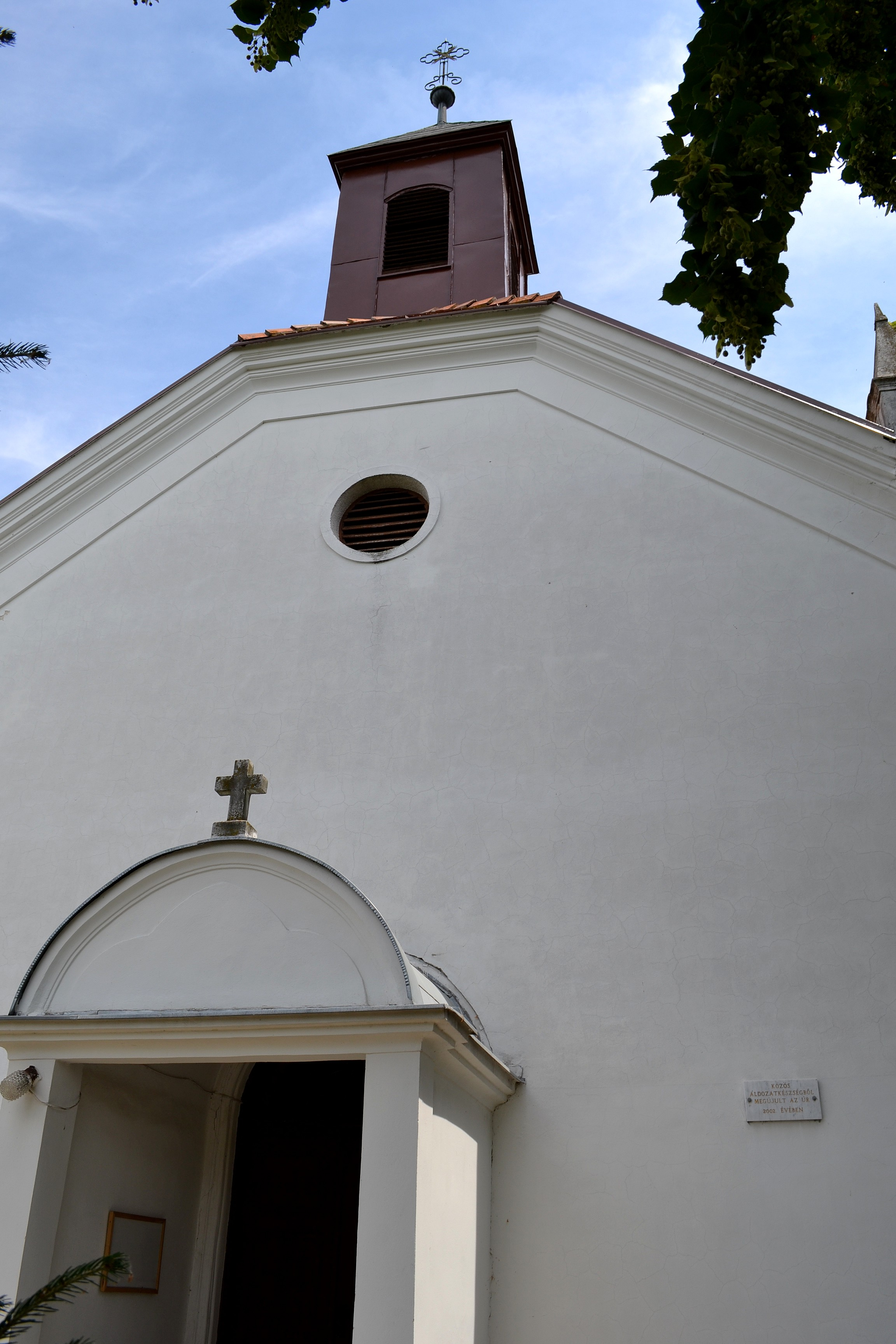
Nahansicht die Kirche

Mierovo wurde zum ersten Mal 1260 als Beke schriftlich erwähnt. Der Ort gehörte mehreren Gutsbesitzern, wie Séredy und Mérey im Jahr 1553; im selben Jahr hatte die Ortschaft insgesamt fünf Porta. Im 19. Jahrhundert war Béke zwischen den Herrschaftsgütern von Eberhardt und St. Georgen aufgeteilt. 1828 zählte man 33 Häuser und 241 Einwohner.
Bis 1919 gehörte der im Komitat Pressburg liegende Ort zum Königreich Ungarn und kam danach zur Tschechoslowakei beziehungsweise heute Slowakei. 1938–45 lag er aufgrund des Ersten Wiener Schiedsspruchs noch einmal in Ungarn.
1948 wurde der bis dahin Béke genannte Ort zuerst zu Ehren des slowakischen Historikers Juraj Sklenár (1744–1790) „Sklenárovo“ genannt (zugleich bedeutet sklenár auf Deutsch Glasmacher), 1960 folgte eine weitere Umbenennung nach Mierovo. Sprachlich gesehen ist der heutige Name eine Übersetzung des ungarischen, da ung. béke = slow. mier, auf Deutsch Frieden.

## Bevölkerung
| Jahr                | 1994 | 2004    | 2014    | 2024    |
| ------------------- | ---- | ------- | ------- | ------- |
| Anzahl der Personen | 390  | 415     | 454     | 461     |
| Unterschied         |      | +6,41 % | +9,39 % | +1,54 % |

| Jahr                | 2023 | 2024    |
| ------------------- | ---- | ------- |
| Anzahl der Personen | 453  | 461     |
| Unterschied         |      | +1,76 % |

Nach der Volkszählung 2011 wohnten in Mierovo 445 Einwohner, davon 331 Magyaren, 100 Slowaken, acht Roma und ein Tscheche. Fünf Einwohner machten keine Angabe. 381 Einwohner bekannten sich zur römisch-katholischen Kirche, drei Einwohner zur evangelischen Kirche A. B. und ein Einwohner zur reformierten Kirche; drei Einwohner bekannten sich zu einer anderen Konfession. 35 Einwohner waren konfessionslos und bei 22 Einwohnern wurde die Konfession nicht ermittelt.

## Sehenswürdigkeiten
- römisch-katholische Erzengel-Michael-Kirche, ursprünglich im 13. Jahrhundert im romanischen Stil errichtet, im 18. Jahrhundert barock gestaltet
- Landschloss im spätbarocken Stil aus der zweiten Hälfte des 18. Jahrhunderts